# Tour de Luxembourg 2021
Le Tour de Luxembourg 2021 est la 81e édition de cette course cycliste masculine sur route. Il a lieu du 14 au 18 septembre 2021 au Luxembourg. Il se déroule en cinq étapes entre Luxembourg-ville et Luxembourg sur un parcours de 724,5 km et fait partie du calendrier UCI ProSeries 2021 en catégorie 2.Pro.

## Équipes
Vingt-et-une équipes participent à ce Tour de Luxembourg.
| WorldTeams (8)- UAE Team Emirates - AG2R Citroën Team - Cofidis - Deceuninck-Quick Step - Groupama-FDJ - Lotto Soudal - Team BikeExchange - Trek-Segafredo ProTeams (12)- Alpecin-Fenix - B&B Hotels p/b KTM - Bingoal Pauwels Sauces WB - Burgos-BH - Caja Rural-Seguros RGA - Delko - Sport Vlaanderen-Baloise - Rally Cycling - Arkéa-Samsic - TotalEnergies - Uno-X Pro Cycling Team - Vini Zabù Équipe continentale- Leopard |
| |

## Étapes
| Étape     | Date     | Villes étapes             | type                        | Distance (km) | Dénivelé (m) | Vainqueur d'étape | Leader du classement général |
| --------- | -------- | ------------------------- | --------------------------- | ------------- | ------------ | ----------------- | ---------------------------- |
| 1re étape | 14 sept. | Luxembourg – Luxembourg   | étape vallonnée             | 140           | 2 004 m      | João Almeida      | João Almeida                 |
| 2e étape  | 15 sept. | Steinfort – Eschdorf      | étape vallonnée             | 186,1         | 3 302 m      | Marc Hirschi      | Marc Hirschi                 |
| 3e étape  | 16 sept. | Mondorf-les-Bains – Mamer | étape de moyenne montagne   | 189,3         | 2 433 m      | Sacha Modolo      | Marc Hirschi                 |
| 4e étape  | 17 sept. | Dudelange – Dudelange     | contre-la-montre individuel | 25,4          | 287 m        | Mattia Cattaneo   | João Almeida                 |
| 5e étape  | 18 sept. | Mersch – Luxembourg       | étape vallonnée             | 183,7         | 3 298 m      | David Gaudu       | João Almeida                 |

## Déroulement de la course

### 1reétape
| \| Classement de l'étape \| Classement de l'étape \| Classement de l'étape \| Classement de l'étape \| Classement de l'étape \| \| Coureur \| Coureur \| Pays \| Équipe \| Temps \| \| --------------------- \| --------------------- \| --------------------- \| --------------------- \| --------------------- \| \| 1er \| João Almeida \| Portugal \| Deceuninck-Quick Step \| 3 h 16 min 09 s \| \| 2e \| Bauke Mollema \| Pays-Bas \| Trek-Segafredo \| + 0 s \| \| 3e \| Marc Hirschi \| Suisse \| UAE Team Emirates \| + 0 s \| \| 4e \| Clément Champoussin \| France \| AG2R Citroën Team \| + 0 s \| \| 5e \| Nairo Quintana \| Colombie \| Arkéa-Samsic \| + 0 s \| \| 6e \| Jesús Herrada \| Espagne \| Cofidis \| + 0 s \| \| 7e \| David Gaudu \| France \| Groupama-FDJ \| + 0 s \| \| 8e \| Andrea Vendrame \| Italie \| AG2R Citroën Team \| + 0 s \| \| 9e \| Thibaut Pinot \| France \| Groupama-FDJ \| + 0 s \| \| 10e \| Kobe Goossens \| Belgique \| Lotto-Soudal \| + 0 s \| |                     |          |                       |                 |
| |                     |          |                       |                 |
| Source : ProCyclingStats |                     |          |                       |                 |
| Classement de l'étape |                     |          |                       |                 |
| Coureur | Coureur             | Pays     | Équipe                | Temps           |
| 1er | João Almeida        | Portugal | Deceuninck-Quick Step | 3 h 16 min 09 s |
| 2e | Bauke Mollema       | Pays-Bas | Trek-Segafredo        | + 0 s           |
| 3e | Marc Hirschi        | Suisse   | UAE Team Emirates     | + 0 s           |
| 4e | Clément Champoussin | France   | AG2R Citroën Team     | + 0 s           |
| 5e | Nairo Quintana      | Colombie | Arkéa-Samsic          | + 0 s           |
| 6e | Jesús Herrada       | Espagne  | Cofidis               | + 0 s           |
| 7e | David Gaudu         | France   | Groupama-FDJ          | + 0 s           |
| 8e | Andrea Vendrame     | Italie   | AG2R Citroën Team     | + 0 s           |
| 9e | Thibaut Pinot       | France   | Groupama-FDJ          | + 0 s           |
| 10e | Kobe Goossens       | Belgique | Lotto-Soudal          | + 0 s           |

| \| Classement général \| Classement général \| Classement général \| Classement général \| Classement général \| \| Coureur \| Coureur \| Pays \| Équipe \| Temps \| \| ------------------ \| ------------------- \| ------------------ \| --------------------- \| ------------------ \| \| 1er \| João Almeida \| Portugal \| Deceuninck-Quick Step \| 3 h 15 min 59 s \| \| 2e \| Bauke Mollema \| Pays-Bas \| Trek-Segafredo \| + 4 s \| \| 3e \| Marc Hirschi \| Suisse \| UAE Team Emirates \| + 6 s \| \| 4e \| Clément Champoussin \| France \| AG2R Citroën Team \| + 10 s \| \| 5e \| Nairo Quintana \| Colombie \| Arkéa-Samsic \| + 10 s \| \| 6e \| Jesús Herrada \| Espagne \| Cofidis \| + 10 s \| \| 7e \| David Gaudu \| France \| Groupama-FDJ \| + 10 s \| \| 8e \| Andrea Vendrame \| Italie \| AG2R Citroën Team \| + 10 s \| \| 9e \| Thibaut Pinot \| France \| Groupama-FDJ \| + 10 s \| \| 10e \| Kobe Goossens \| Belgique \| Lotto-Soudal \| + 10 s \| |                     |          |                       |                 |
| |                     |          |                       |                 |
| Source : ProCyclingStats |                     |          |                       |                 |
| Classement général |                     |          |                       |                 |
| Coureur | Coureur             | Pays     | Équipe                | Temps           |
| 1er | João Almeida        | Portugal | Deceuninck-Quick Step | 3 h 15 min 59 s |
| 2e | Bauke Mollema       | Pays-Bas | Trek-Segafredo        | + 4 s           |
| 3e | Marc Hirschi        | Suisse   | UAE Team Emirates     | + 6 s           |
| 4e | Clément Champoussin | France   | AG2R Citroën Team     | + 10 s          |
| 5e | Nairo Quintana      | Colombie | Arkéa-Samsic          | + 10 s          |
| 6e | Jesús Herrada       | Espagne  | Cofidis               | + 10 s          |
| 7e | David Gaudu         | France   | Groupama-FDJ          | + 10 s          |
| 8e | Andrea Vendrame     | Italie   | AG2R Citroën Team     | + 10 s          |
| 9e | Thibaut Pinot       | France   | Groupama-FDJ          | + 10 s          |
| 10e | Kobe Goossens       | Belgique | Lotto-Soudal          | + 10 s          |

### 2eétape
| \| Classement de l'étape \| Classement de l'étape \| Classement de l'étape \| Classement de l'étape \| Classement de l'étape \| \| Coureur \| Coureur \| Pays \| Équipe \| Temps \| \| --------------------- \| --------------------- \| --------------------- \| --------------------- \| --------------------- \| \| 1er \| Marc Hirschi \| Suisse \| UAE Team Emirates \| 4 h 45 min 12 s \| \| 2e \| João Almeida \| Portugal \| Deceuninck-Quick Step \| + 8 s \| \| 3e \| David Gaudu \| France \| Groupama-FDJ \| + 8 s \| \| 4e \| Davide Formolo \| Italie \| UAE Team Emirates \| + 8 s \| \| 5e \| David de la Cruz \| Espagne \| UAE Team Emirates \| + 8 s \| \| 6e \| Thibaut Pinot \| France \| Groupama-FDJ \| + 8 s \| \| 7e \| Pierre Latour \| France \| TotalEnergies \| + 20 s \| \| 8e \| Sébastien Reichenbach \| Suisse \| Groupama-FDJ \| + 20 s \| \| 9e \| Nairo Quintana \| Colombie \| Arkéa-Samsic \| + 20 s \| \| 10e \| Clément Champoussin \| France \| AG2R Citroën Team \| + 20 s \| |                       |          |                       |                 |
| |                       |          |                       |                 |
| Source : ProCyclingStats |                       |          |                       |                 |
| Classement de l'étape |                       |          |                       |                 |
| Coureur | Coureur               | Pays     | Équipe                | Temps           |
| 1er | Marc Hirschi          | Suisse   | UAE Team Emirates     | 4 h 45 min 12 s |
| 2e | João Almeida          | Portugal | Deceuninck-Quick Step | + 8 s           |
| 3e | David Gaudu           | France   | Groupama-FDJ          | + 8 s           |
| 4e | Davide Formolo        | Italie   | UAE Team Emirates     | + 8 s           |
| 5e | David de la Cruz      | Espagne  | UAE Team Emirates     | + 8 s           |
| 6e | Thibaut Pinot         | France   | Groupama-FDJ          | + 8 s           |
| 7e | Pierre Latour         | France   | TotalEnergies         | + 20 s          |
| 8e | Sébastien Reichenbach | Suisse   | Groupama-FDJ          | + 20 s          |
| 9e | Nairo Quintana        | Colombie | Arkéa-Samsic          | + 20 s          |
| 10e | Clément Champoussin   | France   | AG2R Citroën Team     | + 20 s          |

| \| Classement général \| Classement général \| Classement général \| Classement général \| Classement général \| \| Coureur \| Coureur \| Pays \| Équipe \| Temps \| \| ------------------ \| ------------------- \| ------------------ \| --------------------- \| ------------------ \| \| 1er \| Marc Hirschi \| Suisse \| UAE Team Emirates \| 8 h 01 min 06 s \| \| 2e \| João Almeida \| Portugal \| Deceuninck-Quick Step \| + 4 s \| \| 3e \| David Gaudu \| France \| Groupama-FDJ \| + 19 s \| \| 4e \| Thibaut Pinot \| France \| Groupama-FDJ \| + 23 s \| \| 5e \| David de la Cruz \| Espagne \| UAE Team Emirates \| + 23 s \| \| 6e \| Davide Formolo \| Italie \| UAE Team Emirates \| + 23 s \| \| 7e \| Nairo Quintana \| Colombie \| Arkéa-Samsic \| + 33 s \| \| 8e \| Bauke Mollema \| Pays-Bas \| Trek-Segafredo \| + 35 s \| \| 9e \| Clément Champoussin \| France \| AG2R Citroën Team \| + 35 s \| \| 10e \| Jesús Herrada \| Espagne \| Cofidis \| + 35 s \| |                     |          |                       |                 |
| |                     |          |                       |                 |
| Source : ProCyclingStats |                     |          |                       |                 |
| Classement général |                     |          |                       |                 |
| Coureur | Coureur             | Pays     | Équipe                | Temps           |
| 1er | Marc Hirschi        | Suisse   | UAE Team Emirates     | 8 h 01 min 06 s |
| 2e | João Almeida        | Portugal | Deceuninck-Quick Step | + 4 s           |
| 3e | David Gaudu         | France   | Groupama-FDJ          | + 19 s          |
| 4e | Thibaut Pinot       | France   | Groupama-FDJ          | + 23 s          |
| 5e | David de la Cruz    | Espagne  | UAE Team Emirates     | + 23 s          |
| 6e | Davide Formolo      | Italie   | UAE Team Emirates     | + 23 s          |
| 7e | Nairo Quintana      | Colombie | Arkéa-Samsic          | + 33 s          |
| 8e | Bauke Mollema       | Pays-Bas | Trek-Segafredo        | + 35 s          |
| 9e | Clément Champoussin | France   | AG2R Citroën Team     | + 35 s          |
| 10e | Jesús Herrada       | Espagne  | Cofidis               | + 35 s          |

### 3eétape
| \| Classement de l'étape \| Classement de l'étape \| Classement de l'étape \| Classement de l'étape \| Classement de l'étape \| \| Coureur \| Coureur \| Pays \| Équipe \| Temps \| \| --------------------- \| --------------------- \| --------------------- \| ------------------------ \| --------------------- \| \| 1er \| Sacha Modolo \| Italie \| Alpecin-Fenix \| 4 h 17 min 47 s \| \| 2e \| Benoît Cosnefroy \| France \| AG2R Citroën Team \| + 0 s \| \| 3e \| Eduard-Michael Grosu \| Roumanie \| Delko \| + 0 s \| \| 4e \| Edvald Boasson Hagen \| Norvège \| TotalEnergies \| + 0 s \| \| 5e \| Andrea Vendrame \| Italie \| AG2R Citroën Team \| + 0 s \| \| 6e \| Clément Champoussin \| France \| AG2R Citroën Team \| + 0 s \| \| 7e \| Arne Marit \| Belgique \| Sport Vlaanderen-Baloise \| + 0 s \| \| 8e \| Franck Bonnamour \| France \| B&B Hotels p/b KTM \| + 0 s \| \| 9e \| Manuel Peñalver \| Espagne \| Burgos-BH \| + 0 s \| \| 10e \| Arvid de Kleijn \| Pays-Bas \| Rally Cycling \| + 0 s \| |                      |          |                          |                 |
| |                      |          |                          |                 |
| Source : ProCyclingStats |                      |          |                          |                 |
| Classement de l'étape |                      |          |                          |                 |
| Coureur | Coureur              | Pays     | Équipe                   | Temps           |
| 1er | Sacha Modolo         | Italie   | Alpecin-Fenix            | 4 h 17 min 47 s |
| 2e | Benoît Cosnefroy     | France   | AG2R Citroën Team        | + 0 s           |
| 3e | Eduard-Michael Grosu | Roumanie | Delko                    | + 0 s           |
| 4e | Edvald Boasson Hagen | Norvège  | TotalEnergies            | + 0 s           |
| 5e | Andrea Vendrame      | Italie   | AG2R Citroën Team        | + 0 s           |
| 6e | Clément Champoussin  | France   | AG2R Citroën Team        | + 0 s           |
| 7e | Arne Marit           | Belgique | Sport Vlaanderen-Baloise | + 0 s           |
| 8e | Franck Bonnamour     | France   | B&B Hotels p/b KTM       | + 0 s           |
| 9e | Manuel Peñalver      | Espagne  | Burgos-BH                | + 0 s           |
| 10e | Arvid de Kleijn      | Pays-Bas | Rally Cycling            | + 0 s           |

| \| Classement général \| Classement général \| Classement général \| Classement général \| Classement général \| \| Coureur \| Coureur \| Pays \| Équipe \| Temps \| \| ------------------ \| ------------------- \| ------------------ \| --------------------- \| ------------------ \| \| 1er \| Marc Hirschi \| Suisse \| UAE Team Emirates \| 12 h 18 min 53 s \| \| 2e \| João Almeida \| Portugal \| Deceuninck-Quick Step \| + 4 s \| \| 3e \| David Gaudu \| France \| Groupama-FDJ \| + 19 s \| \| 4e \| Thibaut Pinot \| France \| Groupama-FDJ \| + 23 s \| \| 5e \| David de la Cruz \| Espagne \| UAE Team Emirates \| + 23 s \| \| 6e \| Davide Formolo \| Italie \| UAE Team Emirates \| + 23 s \| \| 7e \| Nairo Quintana \| Colombie \| Arkéa-Samsic \| + 33 s \| \| 8e \| Clément Champoussin \| France \| AG2R Citroën Team \| + 35 s \| \| 9e \| Jesús Herrada \| Espagne \| Cofidis \| + 35 s \| \| 10e \| Pierre Latour \| France \| TotalEnergies \| + 35 s \| |                     |          |                       |                  |
| |                     |          |                       |                  |
| Source : ProCyclingStats |                     |          |                       |                  |
| Classement général |                     |          |                       |                  |
| Coureur | Coureur             | Pays     | Équipe                | Temps            |
| 1er | Marc Hirschi        | Suisse   | UAE Team Emirates     | 12 h 18 min 53 s |
| 2e | João Almeida        | Portugal | Deceuninck-Quick Step | + 4 s            |
| 3e | David Gaudu         | France   | Groupama-FDJ          | + 19 s           |
| 4e | Thibaut Pinot       | France   | Groupama-FDJ          | + 23 s           |
| 5e | David de la Cruz    | Espagne  | UAE Team Emirates     | + 23 s           |
| 6e | Davide Formolo      | Italie   | UAE Team Emirates     | + 23 s           |
| 7e | Nairo Quintana      | Colombie | Arkéa-Samsic          | + 33 s           |
| 8e | Clément Champoussin | France   | AG2R Citroën Team     | + 35 s           |
| 9e | Jesús Herrada       | Espagne  | Cofidis               | + 35 s           |
| 10e | Pierre Latour       | France   | TotalEnergies         | + 35 s           |

### 4eétape
| \| Classement de l'étape \| Classement de l'étape \| Classement de l'étape \| Classement de l'étape \| Classement de l'étape \| \| Coureur \| Coureur \| Pays \| Équipe \| Temps \| \| --------------------- \| --------------------- \| --------------------- \| --------------------- \| --------------------- \| \| 1er \| Mattia Cattaneo \| Italie \| Deceuninck-Quick Step \| 30 min 53 s \| \| 2e \| João Almeida \| Portugal \| Deceuninck-Quick Step \| + 2 s \| \| 3e \| Mattias Skjelmose \| Danemark \| Trek-Segafredo \| + 26 s \| \| 4e \| David de la Cruz \| Espagne \| UAE Team Emirates \| + 35 s \| \| 5e \| Pierre Latour \| France \| TotalEnergies \| + 38 s \| \| 6e \| Marc Hirschi \| Suisse \| UAE Team Emirates \| + 49 s \| \| 7e \| Jack Bauer \| Nouvelle-Zélande \| BikeExchange \| + 50 s \| \| 8e \| Harry Sweeny \| Australie \| Lotto-Soudal \| + 55 s \| \| 9e \| Antonio Tiberi \| Italie \| Trek-Segafredo \| + 55 s \| \| 10e \| Vincenzo Nibali \| Italie \| Trek-Segafredo \| + 57 s \| |                   |                  |                       |             |
| |                   |                  |                       |             |
| Source : ProCyclingStats |                   |                  |                       |             |
| Classement de l'étape |                   |                  |                       |             |
| Coureur | Coureur           | Pays             | Équipe                | Temps       |
| 1er | Mattia Cattaneo   | Italie           | Deceuninck-Quick Step | 30 min 53 s |
| 2e | João Almeida      | Portugal         | Deceuninck-Quick Step | + 2 s       |
| 3e | Mattias Skjelmose | Danemark         | Trek-Segafredo        | + 26 s      |
| 4e | David de la Cruz  | Espagne          | UAE Team Emirates     | + 35 s      |
| 5e | Pierre Latour     | France           | TotalEnergies         | + 38 s      |
| 6e | Marc Hirschi      | Suisse           | UAE Team Emirates     | + 49 s      |
| 7e | Jack Bauer        | Nouvelle-Zélande | BikeExchange          | + 50 s      |
| 8e | Harry Sweeny      | Australie        | Lotto-Soudal          | + 55 s      |
| 9e | Antonio Tiberi    | Italie           | Trek-Segafredo        | + 55 s      |
| 10e | Vincenzo Nibali   | Italie           | Trek-Segafredo        | + 57 s      |

| \| Classement général \| Classement général \| Classement général \| Classement général \| Classement général \| \| Coureur \| Coureur \| Pays \| Équipe \| Temps \| \| ------------------ \| ------------------ \| ------------------ \| --------------------- \| ------------------ \| \| 1er \| João Almeida \| Portugal \| Deceuninck-Quick Step \| 12 h 49 min 51 s \| \| 2e \| Marc Hirschi \| Suisse \| UAE Team Emirates \| + 43 s \| \| 3e \| Mattia Cattaneo \| Italie \| Deceuninck-Quick Step \| + 50 s \| \| 4e \| David de la Cruz \| Espagne \| UAE Team Emirates \| + 52 s \| \| 5e \| Pierre Latour \| France \| TotalEnergies \| + 1 min 07 s \| \| 6e \| Thibaut Pinot \| France \| Groupama-FDJ \| + 1 min 21 s \| \| 7e \| David Gaudu \| France \| Groupama-FDJ \| + 1 min 21 s \| \| 8e \| Vincenzo Nibali \| Italie \| Trek-Segafredo \| + 1 min 32 s \| \| 9e \| Davide Formolo \| Italie \| UAE Team Emirates \| + 1 min 36 s \| \| 10e \| Jesús Herrada \| Espagne \| Cofidis \| + 1 min 37 s \| |                  |          |                       |                  |
| |                  |          |                       |                  |
| Source : ProCyclingStats |                  |          |                       |                  |
| Classement général |                  |          |                       |                  |
| Coureur | Coureur          | Pays     | Équipe                | Temps            |
| 1er | João Almeida     | Portugal | Deceuninck-Quick Step | 12 h 49 min 51 s |
| 2e | Marc Hirschi     | Suisse   | UAE Team Emirates     | + 43 s           |
| 3e | Mattia Cattaneo  | Italie   | Deceuninck-Quick Step | + 50 s           |
| 4e | David de la Cruz | Espagne  | UAE Team Emirates     | + 52 s           |
| 5e | Pierre Latour    | France   | TotalEnergies         | + 1 min 07 s     |
| 6e | Thibaut Pinot    | France   | Groupama-FDJ          | + 1 min 21 s     |
| 7e | David Gaudu      | France   | Groupama-FDJ          | + 1 min 21 s     |
| 8e | Vincenzo Nibali  | Italie   | Trek-Segafredo        | + 1 min 32 s     |
| 9e | Davide Formolo   | Italie   | UAE Team Emirates     | + 1 min 36 s     |
| 10e | Jesús Herrada    | Espagne  | Cofidis               | + 1 min 37 s     |

### 5eétape
| \| Classement de l'étape \| Classement de l'étape \| Classement de l'étape \| Classement de l'étape \| Classement de l'étape \| \| Coureur \| Coureur \| Pays \| Équipe \| Temps \| \| --------------------- \| --------------------- \| --------------------- \| ---------------------- \| --------------------- \| \| 1er \| David Gaudu \| France \| Groupama-FDJ \| 4 h 30 min 59 s \| \| 2e \| João Almeida \| Portugal \| Deceuninck-Quick Step \| + 0 s \| \| 3e \| Pierre Latour \| France \| TotalEnergies \| + 0 s \| \| 4e \| Marc Hirschi \| Suisse \| UAE Team Emirates \| + 0 s \| \| 5e \| Benoît Cosnefroy \| France \| AG2R Citroën Team \| + 0 s \| \| 6e \| Alex Kirsch \| Luxembourg \| Trek-Segafredo \| + 0 s \| \| 7e \| Fausto Masnada \| Italie \| Deceuninck-Quick Step \| + 0 s \| \| 8e \| Clément Champoussin \| France \| AG2R Citroën Team \| + 0 s \| \| 9e \| Jesús Herrada \| Espagne \| Cofidis \| + 0 s \| \| 10e \| Oier Lazkano \| Espagne \| Caja Rural-Seguros RGA \| + 0 s \| |                     |            |                        |                 |
| |                     |            |                        |                 |
| Source : ProCyclingStats |                     |            |                        |                 |
| Classement de l'étape |                     |            |                        |                 |
| Coureur | Coureur             | Pays       | Équipe                 | Temps           |
| 1er | David Gaudu         | France     | Groupama-FDJ           | 4 h 30 min 59 s |
| 2e | João Almeida        | Portugal   | Deceuninck-Quick Step  | + 0 s           |
| 3e | Pierre Latour       | France     | TotalEnergies          | + 0 s           |
| 4e | Marc Hirschi        | Suisse     | UAE Team Emirates      | + 0 s           |
| 5e | Benoît Cosnefroy    | France     | AG2R Citroën Team      | + 0 s           |
| 6e | Alex Kirsch         | Luxembourg | Trek-Segafredo         | + 0 s           |
| 7e | Fausto Masnada      | Italie     | Deceuninck-Quick Step  | + 0 s           |
| 8e | Clément Champoussin | France     | AG2R Citroën Team      | + 0 s           |
| 9e | Jesús Herrada       | Espagne    | Cofidis                | + 0 s           |
| 10e | Oier Lazkano        | Espagne    | Caja Rural-Seguros RGA | + 0 s           |

## Classements finals

### Classement général final
| \| Classement général \| Classement général \| Classement général \| Classement général \| Classement général \| \| Coureur \| Coureur \| Pays \| Équipe \| Temps \| \| ------------------ \| ------------------ \| ------------------ \| --------------------- \| ------------------ \| \| 1er \| João Almeida \| Portugal \| Deceuninck-Quick Step \| 17 h 20 min 44 s \| \| 2e \| Marc Hirschi \| Suisse \| UAE Team Emirates \| + 46 s \| \| 3e \| Mattia Cattaneo \| Italie \| Deceuninck-Quick Step \| + 1 min 05 s \| \| 4e \| David de la Cruz \| Espagne \| UAE Team Emirates \| + 1 min 09 s \| \| 5e \| Pierre Latour \| France \| TotalEnergies \| + 1 min 09 s \| \| 6e \| David Gaudu \| France \| Groupama-FDJ \| + 1 min 17 s \| \| 7e \| Thibaut Pinot \| France \| Groupama-FDJ \| + 1 min 27 s \| \| 8e \| Jesús Herrada \| Espagne \| Cofidis \| + 1 min 43 s \| \| 9e \| Vincenzo Nibali \| Italie \| Trek-Segafredo \| + 1 min 49 s \| \| 10e \| Davide Formolo \| Italie \| UAE Team Emirates \| + 1 min 53 s \| |                  |          |                       |                  |
| |                  |          |                       |                  |
| Source : ProCyclingStats |                  |          |                       |                  |
| Classement général |                  |          |                       |                  |
| Coureur | Coureur          | Pays     | Équipe                | Temps            |
| 1er | João Almeida     | Portugal | Deceuninck-Quick Step | 17 h 20 min 44 s |
| 2e | Marc Hirschi     | Suisse   | UAE Team Emirates     | + 46 s           |
| 3e | Mattia Cattaneo  | Italie   | Deceuninck-Quick Step | + 1 min 05 s     |
| 4e | David de la Cruz | Espagne  | UAE Team Emirates     | + 1 min 09 s     |
| 5e | Pierre Latour    | France   | TotalEnergies         | + 1 min 09 s     |
| 6e | David Gaudu      | France   | Groupama-FDJ          | + 1 min 17 s     |
| 7e | Thibaut Pinot    | France   | Groupama-FDJ          | + 1 min 27 s     |
| 8e | Jesús Herrada    | Espagne  | Cofidis               | + 1 min 43 s     |
| 9e | Vincenzo Nibali  | Italie   | Trek-Segafredo        | + 1 min 49 s     |
| 10e | Davide Formolo   | Italie   | UAE Team Emirates     | + 1 min 53 s     |

### Classement de la montagne
| Classement de la montagne | Classement de la montagne | Classement de la montagne | Classement de la montagne | Classement de la montagne |
| Coureur                   | Coureur                   | Pays                      | Équipe                    | Points                    |
| ------------------------- | ------------------------- | ------------------------- | ------------------------- | ------------------------- |
| 1er                       | Kenny Molly               | Belgique                  | Bingoal Pauwels Sauces WB | 42 pts                    |
| 2e                        | Sebastian Schönberger     | Autriche                  | B&B Hotels p/b KTM        | 20 pts                    |
| 3e                        | Kenneth Van Rooy          | Belgique                  | Sport Vlaanderen-Baloise  | 8 pts                     |
| 4e                        | Ben O'Connor              | Australie                 | AG2R Citroën Team         | 8 pts                     |
| 5e                        | Morten Hulgaard           | Danemark                  | Uno-X Pro Cycling Team    | 8 pts                     |

### Classement par points
| Classement par points | Classement par points | Classement par points | Classement par points | Classement par points |
| Coureur               | Coureur               | Pays                  | Équipe                | Points                |
| --------------------- | --------------------- | --------------------- | --------------------- | --------------------- |
| 1er                   | João Almeida          | Portugal              | Deceuninck-Quick Step | 68 pts                |
| 2e                    | Marc Hirschi          | Suisse                | UAE Team Emirates     | 51 pts                |
| 3e                    | David Gaudu           | France                | Groupama-FDJ          | 38 pts                |
| 4e                    | Pierre Latour         | France                | TotalEnergies         | 27 pts                |
| 5e                    | Benoît Cosnefroy      | France                | AG2R Citroën Team     | 25 pts                |

### Classement du meilleur jeune
| Classement du meilleur jeune | Classement du meilleur jeune | Classement du meilleur jeune | Classement du meilleur jeune | Classement du meilleur jeune |
| Coureur                      | Coureur                      | Pays                         | Équipe                       | Temps                        |
| ---------------------------- | ---------------------------- | ---------------------------- | ---------------------------- | ---------------------------- |
| 1er                          | João Almeida                 | Portugal                     | Deceuninck-Quick Step        | 17 h 20 min 44 s             |
| 2e                           | Marc Hirschi                 | Suisse                       | UAE Team Emirates            | + 46 s                       |
| 3e                           | David Gaudu                  | France                       | Groupama-FDJ                 | + 1 min 17 s                 |
| 4e                           | Clément Champoussin          | France                       | AG2R Citroën Team            | + 1 min 57 s                 |
| 5e                           | Kobe Goossens                | Belgique                     | Lotto-Soudal                 | + 2 min 11 s                 |

### Classement par équipes
| Classement par équipes | Classement par équipes | Classement par équipes | Classement par équipes |
| Équipe                 | Équipe                 | Pays                   | Temps                  |
| ---------------------- | ---------------------- | ---------------------- | ---------------------- |
| 1re                    | Deceuninck-Quick Step  | Belgique               | 52 h 05 min 48 s       |
| 2e                     | UAE Team Emirates      | Émirats arabes unis    | + 30 s                 |
| 3e                     | Groupama-FDJ           | France                 | + 1 min 08 s           |
| 4e                     | Trek-Segafredo         | États-Unis             | + 7 min 20 s           |
| 5e                     | AG2R Citroën Team      | France                 | + 12 min 07 s          |

### Classement UCI
La course attribue des points au Classement mondial UCI 2020 selon le barème suivant.
| Position           | 1er | 2e  | 3e  | 4e  | 5e | 6e | 7e | 8e | 9e | 10e | 11e | 12e | 13e | 14e | 15e | 16e à 30e | 31e à 40e |
| Classement général | 200 | 150 | 125 | 100 | 85 | 70 | 60 | 50 | 40 | 35  | 30  | 25  | 20  | 15  | 10  | 5         | 3         |
| Par étape          | 20  | 10  | 5   |     |    |    |    |    |    |     |     |     |     |     |     |           |           |
| Leader, par étape  | 5   |     |     |     |    |    |    |    |    |     |     |     |     |     |     |           |           |

## Évolution des classements
| Étape              | Vainqueur          | Classement général | Classement par points | Classement de la montagne | Classement du meilleur jeune | Classement par équipes |
| ------------------ | ------------------ | ------------------ | --------------------- | ------------------------- | ---------------------------- | ---------------------- |
| 1                  | João Almeida       | João Almeida       | João Almeida          | Kenny Molly               | João Almeida                 | Groupama-FDJ           |
| 2                  | Marc Hirschi       | Marc Hirschi       | João Almeida          | Kenny Molly               | Marc Hirschi                 | UAE Team Emirates      |
| 3                  | Sacha Modolo       | Marc Hirschi       | João Almeida          | Kenny Molly               | Marc Hirschi                 | UAE Team Emirates      |
| 4                  | Mattia Cattaneo    | João Almeida       | João Almeida          | Kenny Molly               | João Almeida                 | Deceuninck-Quick Step  |
| 5                  | David Gaudu        | João Almeida       | João Almeida          | Kenny Molly               | João Almeida                 | Deceuninck-Quick Step  |
| Classements finals | Classements finals | João Almeida       | João Almeida          | Kenny Molly               | João Almeida                 | Deceuninck-Quick Step  |